# Allocinopus
Allocinopus es un  género de coleópteros adéfagos de la familia Carabidae.

## Especies
- Allocinopus belli	Larochelle & Lariviere 2005
- Allocinopus bousqueti	Larochelle & Lariviere 2005
- Allocinopus castaneus	Broun 1912
- Allocinopus latitarsis	Pitt
- Allocinopus ocularis	Broun 1908
- Allocinopus sculpticollis	Broun 1903
- Allocinopus smithi	Broun 1912
- Allocinopus wardi	Larochelle & Lariviere 2005